# Orthocarpus
Orthocarpus é um género botânico pertencente à família Orobanchaceae.

## Espécies
Formado por 63 espécies:
Artenverzeichnis zu Orthocarpus
Orthocarpus attenuatus Orthocarpus australis Orthocarpus barbatus
Orthocarpus beldingi Orthocarpus bicolor Orthocarpus bidwelliae
Orthocarpus bracteosus Orthocarpus brevistylus Orthocarpus brownii
Orthocarpus campestris Orthocarpus castillejoides Orthocarpus castilloides
Orthocarpus chinensis Orthocarpus cinereus Orthocarpus columbinus
Orthocarpus copelandi Orthocarpus copelandii Orthocarpus cryptanthus
Orthocarpus cuspidatus Orthocarpus densiflorus Orthocarpus densiusculus
Orthocarpus erianthus Orthocarpus exsertus Orthocarpus falcatus
Orthocarpus faucibarbatus Orthocarpus floribundus Orthocarpus gracilis
Orthocarpus hispidus Orthocarpus imbricatus Orthocarpus lacerus
Orthocarpus laciniatus Orthocarpus lasiorhynchus Orthocarpus linearifolius
Orthocarpus linearilobus Orthocarpus lithospermoides Orthocarpus longispicatus
Orthocarpus luteus Orthocarpus maculatus Orthocarpus mariposanus
Orthocarpus mexicanus Orthocarpus micranthus Orthocarpus noctuinus
Orthocarpus olympicus Orthocarpus ornatus Orthocarpus pachystachyus
Orthocarpus pallescens Orthocarpus parishii Orthocarpus parryi
Orthocarpus pilosus Orthocarpus psittacinus Orthocarpus purpurascens
Orthocarpus purpureo Orthocarpus pusillus Orthocarpus rarior
Orthocarpus rubicundulus Orthocarpus schizotrichus Orthocarpus sonomensis
Orthocarpus strictus Orthocarpus succulentus Orthocarpus tenuifolius
Orthocarpus tenuis Orthocarpus tolmiei Orthocarpus venustus
Orthocarpus versicolor